# Haplochrois buvati
Haplochrois buvati is een vlinder uit de familie grasmineermotten (Elachistidae). De wetenschappelijke naam is, als Aetia buvati, voor het eerst geldig gepubliceerd in 1985 door Giorgio Baldizzone.
De soort komt voor in Europa.

## Andere combinaties
- Aetia buvati Baldizzone, 1985
  - Tetanocentria buvati (Baldizzone, 1985)